# Монтек'яруголо
Монтек'яруголо, Монтек'яруґоло (італ. Montechiarugolo) — муніципалітет в Італії, у регіоні Емілія-Романья,  провінція Парма.
Монтек'яруголо розташований на відстані близько 360 км на північний захід від Рима, 85 км на захід від Болоньї, 12 км на південь від Парми.
Населення — 10 791 особа (2014).
Щорічний фестиваль відбувається 31 жовтня. Покровитель — San Quintino.

## Демографія
Населення за роками:

Станом на 1 січня 2023 року в муніципалітеті офіційно проживали 1232 іноземці з 65 країн, серед них 272 громадяни країн Євросоюзу та 46 громадян України.

## Сусідні муніципалітети
- Монтеккьо-Емілія
- Парма
- Сан-Поло-д'Енца
- Сант'Іларіо-д'Енца
- Траверсетоло